# Sphaeradenia hamata
Sphaeradenia hamata är en enhjärtbladig växtart som beskrevs av Gunnar Wilhelm Harling. Sphaeradenia hamata ingår i släktet Sphaeradenia och familjen Cyclanthaceae. Inga underarter finns listade.